# Jan Konopacki (zm. 1530)
 Jan Konopacki herbu Odwaga (ur. ok. 1470, zm. 23 kwietnia 1530 w Lubawie) – biskup chełmiński, kanonik chełmiński w 1503 roku, podskarbi pruski w latach 1507–1514, proboszcz w Malborku w 1500 roku, sekretarz królewski od 1491 roku.

## Życiorys
Syn Macieja Konopackiego (zm. 1498). Studiował w Akademii Krakowskiej.
Prowidowany przez papieża Juliusza II na biskupa 23 lutego 1508, konsekrowany na biskupa w Lubawie 29 października 1508 przez ordynariusza diecezji warmińskiej Łukasza Watzenrodego. 18 kwietnia 1518 jest świadkiem zaślubin króla Zygmunta z księżniczką Bari Boną w Krakowie, obecny jest także podczas podpisania pokoju oraz złożenia hołdu przez Albrechta Hohenzollerna w 1525.
W 1519 podnosi farę chełmińską do godności kolegiaty. W 1524 oficjalnie występuje przeciwko reformacji. 
Braćmi Jana Konopackiego byli: Jerzy Konopacki oraz Rafał Konopacki (ok. 1510-1570). Zachowały się listy Mikołaja Kopernika oraz królowej Bony do Jana Dantyszka w sprawie stanowiska dla Rafała Konopackiego.